# Max Moffatt
Max Moffatt (Guelph, 27 giugno 1998) è uno sciatore freestyle canadese, specializzato in slopestyle e big air.

## Biografia
Originario di Guelph e attivo in gare FIS dal febbraio 2014, Max Moffatt ha debuttato in Coppa del Mondo il 28 gennaio 2017, giungendo 14º in slopestyle ad Alpe di Siusi. Nello stesso contesto, il 27 gennaio 2019, ha ottenuto il suo primo podio, nonché la sua prima vittoria, nel massimo circuito.
In carriera ha preso parte a un'edizione dei Giochi olimpici invernali e a una dei Campionati mondiali di freestyle. Nel 2022 ha vinto la medaglia d'argento nello slopestyle ai Winter X Games XXVI.

## Palmarès

### Winter X Games
- 1 medaglia:
  - 1 argento (slopestyle ad Aspen 2022)

### Coppa del Mondo
- Miglior piazzamento in classifica generale: 6º nel 2022
- Miglior piazzamento nella Coppa del Mondo di big air: 9º nel 2022
- Miglior piazzamento nella Coppa del Mondo di slopestyle: 2º nel 2019
- 4 podi:
  - 1 vittoria
  - 2 secondi posti
  - 1 terzo posto

#### Coppa del Mondo - vittorie
| Data            | Luogo         | Paese  | Disciplina |
| --------------- | ------------- | ------ | ---------- |
| 27 gennaio 2019 | Alpe di Siusi | Italia | SBS        |

Legenda:

SBS = slopestyle